# Biely Iïous
Le Biely Iïous (en russe : Белый Июс ou encore Iïous blanc) est une rivière de Russie qui coule dans la partie sud-est du bassin de l'Ob en Sibérie, dans la république de Khakassie. La rivière est la branche-source droite du  Tchoulym, dont la source gauche est le Tcherny Iïous. Le Biely Iïous est considéré comme étant le cours supérieur du Tchoulym. Il est donc un sous-affluent de l'Ob.

## Étymologie
En langue Khakasse la rivière s'appelle Ак-уус (Ak-Ouous), où ак signifie blanc, et уус signifie rivière (du turc — ogouz — rivière)

## Géographie
Le Biely Iïous est long de 224 km. Il draine un bassin de 5 370 km2, c'est-à-dire une superficie plus ou moins équivalente à celle du département français des Ardennes ou du Canton du Valais en Suisse.
La rivière naît sur le versant sud-est des monts de l'Alataou de Kouznetsk à une altitude de 712 mètres. Il se dirige globalement du sud-ouest vers le nord-nord-est. Il conflue finalement avec le Tcherny Iïous en rive droite, une dizaine de kilomètres en amont de la petite ville de Kopievo, pour former ensemble la rivière Tchoulym.

## Hydrométrie - Les débits à Malaïa Siïa
Le débit de la rivière a été observé pendant 46 ans (au long de la période 1952 - 2000) à Malaïa Siïa,localité située à quelque 124 kilomètres de son confluent avec le Tcherny Iïous, à une altitude de 499 mètres. 
À Malaïa Siïa, le débit annuel moyen ou module observé sur cette période était de 44,4 m3/s pour une surface de drainage de 3 520 km2, soit plus ou moins 64 % de la totalité du bassin versant de la rivière qui en compte 5 370. La lame d'eau d'écoulement annuel dans le bassin se montait de ce fait à 398 millimètres, ce qui peut être considéré comme élevé dans le contexte du bassin de l'Ob.
Les hautes eaux se déroulent au printemps et au début de l'été, aux mois de mai et de juin, ce qui correspond au dégel et à la fonte des neiges du bassin. Dès le mois de juillet, le débit baisse fortement, et cette baisse se poursuit mais modérément tout au long du reste de l'été et de l'automne. Durant cette saison, il reste en moyenne assez appréciable.
Au mois de novembre, le débit de la rivière chute fortement à nouveau, ce qui mène à la période des basses eaux ou étiage annuel. Celui-ci a lieu de décembre à mars inclus et correspond à l'hiver et aux importantes gelées qui s'étendent sur toute la Sibérie.  
Le débit moyen mensuel du Biely Iïous observé en février (minimum d'étiage) est de 5,68 m3/s, soit moins de 4 % du débit moyen du mois de juin (150 m3/s), ce qui illustre l'amplitude des variations saisonnières. Les écarts de débits mensuels peuvent être encore plus importants d'après les années : sur la durée d'observation de 46 ans, le débit mensuel minimal a été de 2,06 m3/s en février 2000, tandis que le débit mensuel maximal s'élevait à 303 m3/s en juin 1966. En ce qui concerne la période libre de glace (de mai à septembre inclus), le débit minimal observé a été de 18,2 m3/s en septembre 1998, ce qui est fort appréciable comparé à son débit moyen annuel. 